# Bahía Wilson
Bahía Wilson (en inglés: Wilson Harbour)  es una bahía de 2,4 km (1,5 millas) de ancho por 4,8 kilómetros (3 millas) de largo, entre punta Kade y cabo Demidov a lo largo de la costa sur de la isla San Pedro del archipiélago de las islas Georgias del Sur. Esta costa fue más o menos trazada por una expedición rusa bajo el mando de Fabian Gottlieb von Bellingshausen en 1819. Bahía Wilson fue nombrado alrededor de 1912, probablemente por J. Innes Wilson, quien esbozó algunas de las partes del interior de la isla en esa época.